# Мочяр (село)
Мочяр (словац. Močiar) — село в окрузі Банська Штявниця Банськобистрицького краю Словаччини. Станом на січень 2017 року в селі проживало 172 людей.

## Населення
| Рік:            | 1994. | 2004. | 2014.    | 2024.   |
| --------------- | ----- | ----- | -------- | ------- |
| Кількість осіб: | 196   | 147   | 167      | 165     |
| Різниця:        |       | -25 % | +13,60 % | -1,19 % |

| Рік:            | 2023. | 2024.   |
| --------------- | ----- | ------- |
| Кількість осіб: | 161   | 165     |
| Різниця:        |       | +2,48 % |